# NGC 4944
NGC 4944 é uma galáxia espiral (S0-a) localizada na direcção da constelação de Coma Berenices. Possui uma declinação de +28° 11' 07" e uma ascensão recta de 13 horas, 03 minutos e 50,0 segundos.
A galáxia NGC 4944 foi descoberta em 11 de Abril de 1785 por William Herschel.